# Троє кабальєрів
«Тро́є кабальє́ро» (англ. The Three Caballeros) — американський анімаційний музичний фільм 1944 року від Walt Disney та RKO Radio Pictures. Прем'єра фільму відбулась 21 грудня 1944 року у Мехіко. В США він вийшов 3 лютого 1945, а у Великій Британії — у березні того ж року. 

## Сюжет
Фільм складається з семи сегментів, пов'язаних спільною темою.
Дональд Дак отримує на день народження (а саме п'ятницю 13) три подарунки від своїх друзів з Латинської Америки. Перший подарунок — це кінопроєктор, який демонструє йому документальний фільм про птахів, з якого Дональд зокрема дізнається про дивакувату пташку виду аракуан.
Другий подарунок — це книжка від друга Жозе, що розповідає про один з 26 штатів Бразилії — Баїю. Жозе та Дональд магічним чином потрапляють в цю книгу, де зустрічають декілька місцевих мешканців, що танцюють жваву самбу. Після пригоди, Дональд та Жозе покидають книгу.

Після повернення, Дональд усвідомлює, що він замалий відкрити свій третій подарунок. Жозе навчає Дональда, як удатися до «чорної магії», щоб повернутися до звичного розміру. Після відкриття подарунку Дональд Дак зустрічає півня Панчіта, уродженця Мексики. Тріо називають себе «Троє кабальєрів» та розважаються. Потім Панчіто дарує Дональдові наступний подарунок — піньяту. Панчіто розповідає Дональдові про традиції, пов'язані з піньятою. Потім Жозе та Панчіто зав'язують Дональду очі та спонукають його розбити піньяту, що зрештою приносить багацько сюрпризів. Дональд завершує святкування, запускаючи в небо вогнеграї.

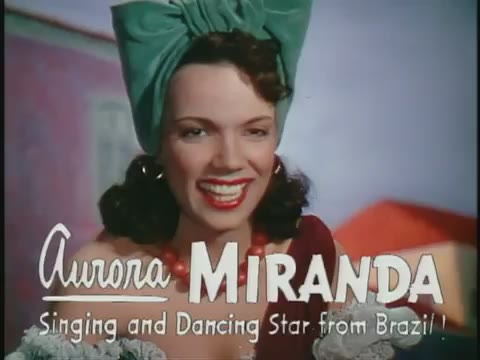
Співачка Аврора Міранда у стрічці «Троє кабальєрів»

## Акторський склад та персонажі
- Клеренс Неш — Дональд Дак (дублював також іспанську, португальську та італійську версію мультфільму)
- Жозе Олівейра — Жозе Каріока (дублював також іспанську та італійську версію мультфільму)
- Хоакін Гарай — Панчіто Пістолес (дублював також італійську версію мультфільму та пісні у іспанській)
- Аврора Міранда
- Дора Луз
- Кармен Моліна
- Стерлінґ Головей — оповідач («Холоднокровний пінгвін»)
- Френк Ґрехем — оповідач
- Фред Шилдс — оповідач
- Пінто Колвіґ — птах аракуан
- Франсиско «Френк» Майорґа — мексиканський гітарист
- Нестор Амарал
- Trío Calaveras
- Trío Ascencio del Río
- Padua Hills Player
- Карлос Рамірез — Mexico

## Саундтрек
Оригінальні саундтреки до фільму написали композитори Едвард Пламб, Пол Сміт та Чарльз Волкот. 
- Основою головної пісні «Троє кабальєрів» («The Three Caballeros») стала мелодія мексиканської пісні «Ay, Jalisco, no te rajes!», композитором якої є Мануель Есперон, а текст написав Ернесто Кортазар.
- Основою «Баїя» стала мелодія бразильської пісні «Na Baixa do Sapateiro», написаною Арі Баррозу, вона вперше вийшла у 1938 році.
- Пісня «Have You Been to Bahia?» була написана Дорівалом Кайммі та вийшла у 1941 році.
- Пісня «Pandeiro & Flute» написана Бенедіто Ласерда.[4]
- Пісня «Lilongo» написана Феліпе Ель Чарро Гілем, підлягла захисту авторського права США у 1946, [5] хоч була записана у США ще у 1938 році. У фільмі її виконують «Троє кабальєрів».

## Номінації
Стрічка «Троє кабальєрів» отримала дві номінації на Оскар у 1944 році.
| Award                                           | Result    |
| ----------------------------------------------- | --------- |
| Премія «Оскар» за найкращу музику до фільму     | Номінація |
| Премія «Оскар» за найкращий звук C. O. Slyfield | Номінація |